# Euclides Fernandes
Euclides Fernandes (Pau dos Ferros, 17 de outubro de 1947) é um político brasileiro.
Eleito vereador de Jequié em 1972 pela ARENA, 1973-1976, reeleito em 1976 para o período 1977-1982, reeleito em 1982 para o período 1983-1988, em 1988 para o período 1989-1992, em 1992 para o período 1993-1996. Eleito em 2000 para o período 2001-2004 e reeleito em 2004 para o período 2005-2008, renunciou em dezembro de 2006. Eleito deputado estadual em 2006 pelo PDT, 2007-2011, reeleito para os períodos 2011-2015, 2015-2019 e 2019-2023.

## Formação educacional
Cursou o secundário na Escola Técnica do Comércio de Jequié em 1969. Formou-se em Direito pela Universidade Estadual de Santa Cruz (UESC) em 1980. Especializou-se em direito do trabalho pela Universidade Católica do Salvador (UCSAL) em 2003.

## Atividade profissional
Professor estadual e professor de Direito da Faculdade Integrada de Jequié (FIJ). Advogado, 1986-2007 e jornalista do Jornal de Jequié em 1989. Foi Secretário municipal de educação de Jequié entre 1982 a 1986.